# Алис (Северна Дакота)
Алис (енгл. Alice) град је у америчкој савезној држави Северна Дакота.

## Демографија
По попису из 2010. године број становника је 40, што је 16 (-28,6%) становника мање него 2000. године.
| Група             | 2000.      | 2010.       |
| Белци             | 55 (98,2%) | 40 (100,0%) |
| Афроамериканци    | 0 (0,0%)   | 0 (0,0%)    |
| Азијати           | 0 (0,0%)   | 0 (0,0%)    |
| Хиспаноамериканци | 0 (0,0%)   | 0 (0,0%)    |
| Укупно            | 56         | 40          |